# Sota Higashide
Sota Higashide (東出 壮太 Higashide Sota?), född 24 augusti 1998 i Mie prefektur, är en japansk fotbollsspelare.
Higashide började sin karriär 2020 i Roasso Kumamoto.